# Stenometopiellus tamaricis
Stenometopiellus tamaricis är en insektsart som beskrevs av Vilbaste 1961. Stenometopiellus tamaricis ingår i släktet Stenometopiellus och familjen dvärgstritar. Inga underarter finns listade i Catalogue of Life.